# Stazione di Cagliari Via Mercalli
Stazione di Cagliari Via Mercalli 2008-ban bezárt vasútállomás Olaszországban, Szardínia régióban, Cagliari településen.

## Vasútvonalak
Az állomást az alábbi vasútvonalak érintették:
- Cagliari–Isili-vasútvonal

## Kapcsolódó állomások
A vasútállomáshoz az alábbi állomások vannak a legközelebb: 
- Stazione di Cagliari Via Vesalio (Monserrato Policlinico light rail station)
- Cagliari Genneruxi train station (Stazione di Cagliari Piazza Repubblica)